# Dyskografia Twice
Dyskografia Twice – południowokoreańskiego girlsbandu związanego z wytwórnią JYP Entertainment i działa od 2015 roku.

## Albumy

### Albumy studyjne
| Rok                                            | Dane dot. albumu | Najwyższa pozycja | Najwyższa pozycja | Najwyższa pozycja | Najwyższa pozycja | Najwyższa pozycja | Sprzedaż                                      |
| Rok                                            | Dane dot. albumu | KOR (Circle)      | JPN (Oricon)      | JPN Hot           | US                | US World Albums   | Sprzedaż                                      |
| Koreańskie                                     | Koreańskie | Koreańskie        | Koreańskie        | Koreańskie        | Koreańskie        | Koreańskie        | Koreańskie                                    |
| ---------------------------------------------- | --- | ----------------- | ----------------- | ----------------- | ----------------- | ----------------- | --------------------------------------------- |
| 2017                                           | Twicetagram - Wydany: 30 października 2017 - Wytwórnia: JYP Entertainment - Format: CD, digital download                                     | 1                 | 7                 | 12                | –                 | 1                 | - KOR: 442 324+ - JPN: 94 977+                |
| 2017                                           | Merry & Happy - Wydanie ponowne płyty Twicetagram. - Wydany: 11 listopada 2017 - Wytwórnia: JYP Entertainment - Format: CD, digital download | 1                 | 8                 | 38                | –                 | –                 | - KOR: 296 891+                               |
| 2020                                           | Eyes Wide Open - Wydany: 26 października 2020 - Wytwórnia: JYP Entertainment, Republic - Format: CD, digital download                        | 2                 | 3                 | 10                | 72                | 2                 | - KOR: 628 298+ - JPN: 57 693+                |
| 2021                                           | Formula of Love O+T=<3 - Wydany: 12 listopada 2021 - Wytwórnia: JYP Entertainment, Republic - Format: CD, digital download                   | 1                 | 2                 | 17                | 3                 | 1                 | - KOR: 936 930+ - JPN: 68 975+ - US: 133 000+ |
| Japońskie                                      | |                   |                   |                   |                   |                   |                                               |
| 2018                                           | BDZ - Wydany: 12 września 2018 - Wytwórnia: Warner Music Japan - Format: CD, digital download                                                | –                 | 1                 | 1                 | –                 | –                 | - JPN: 345 989+                               |
| 2019                                           | &Twice - Wydany: 20 listopada 2019 - Wytwórnia: Warner Music Japan - Format: CD, digital download                                            | –                 | 1                 | 1                 | –                 | –                 | - JPN: 213 113+ (RIAJ: Złota)                 |
| 2021                                           | Perfect World - Wydany: 28 lipca 2021 - Wytwórnia: Warner Music Japan - Format: CD, digital download                                         | –                 | 2                 | 1                 | –                 | –                 | - JPN: 65 395+ (RIAJ: Złota)                  |
| 2022                                           | Celebrate - Wydany: 27 lipca 2022 - Wytwórnia: Warner Music Japan - Format: CD, digital download                                             | –                 | 2                 | 2                 | –                 | –                 | - JPN: 125 344+                               |
| „–” oznacza, że wydawnictwo nie było notowane. | |                   |                   |                   |                   |                   |                                               |

### Minialbumy
| Rok                                            | Dane dot. albumu | Najwyższa pozycja | Najwyższa pozycja | Najwyższa pozycja | Najwyższa pozycja | Najwyższa pozycja | Najwyższa pozycja | Najwyższa pozycja | Sprzedaż                                         |
| Rok                                            | Dane dot. albumu | KOR (Circle)      | CAN               | JPN (Oricon)      | JPN Hot           | FRA               | US                | US World Albums   | Sprzedaż                                         |
| ---------------------------------------------- | --- | ----------------- | ----------------- | ----------------- | ----------------- | ----------------- | ----------------- | ----------------- | ------------------------------------------------ |
| 2015                                           | The Story Begins - Wydany: 20 września 2015 - Wytwórnia: JYP Entertainment - Format: CD, digital download                                                 | 3                 | –                 | 43                | –                 | –                 | –                 | 15                | - KOR: 247 894+ - JPN: 20 388+                   |
| 2016                                           | Page Two - Wydany: 25 kwietnia 2016 - Wytwórnia: JYP Entertainment - Format: CD, digital download                                                         | 2                 | –                 | 16                | –                 | –                 | –                 | 6                 | - KOR: 366 102+ - JPN: 56 448+                   |
| 2016                                           | Twicecoaster: Lane 1 - Wydany: 24 października 2016 - Wytwórnia: JYP Entertainment - Format: CD, digital download                                         | 1                 | –                 | 10                | –                 | –                 | –                 | 3                 | - KOR: 531 639+ - JPN: 136 293+                  |
| 2017                                           | Twicecoaster: Lane 2 - Wydanie ponowne płyty Twicecoaster: Lane 1. - Wydany: 20 lutego 2017 - Wytwórnia: JYP Entertainment - Format: CD, digital download | 1                 | –                 | 13                | –                 | –                 | –                 | 4                 | - KOR: 396 061+                                  |
| 2017                                           | What’s Twice? - Wydany: 24 lutego 2017 - Wytwórnia: Warner Music Japan - Format: digital download                                                         | –                 | –                 | –                 | 16                | –                 | –                 | –                 |                                                  |
| 2017                                           | Signal - Wydany: 15 maja 2017 - Wytwórnia: JYP Entertainment - Format: CD, digital download                                                               | 1                 | –                 | 11                | –                 | –                 | –                 | 3                 | - KOR: 439 694+ - JPN: 33 848+                   |
| 2018                                           | What Is Love? - Wydany: 9 kwietnia 2018 - Wytwórnia: JYP Entertainment, IRIVER - Format: CD, digital download                                             | 2                 | –                 | 2                 | 10                | –                 | –                 | 3                 | - KOR: 498 503+ - JPN: 90 834+                   |
| 2018                                           | Summer Nights - Rozszerzone wydanie minialbumu What Is Love? - Wydany: 9 lipca 2018 - Wytwórnia: JYP Entertainment, IRIVER - Format: CD, digital download | 1                 | –                 | 4                 | 14                | –                 | –                 | 4                 | - KOR: 378 678+ - JPN: 102 099+                  |
| 2018                                           | Yes or Yes - Wydany: 5 listopada 2018 - Wytwórnia: JYP Entertainment - Format: CD, digital download                                                       | 1                 | –                 | 1                 | 7                 | –                 | –                 | 7                 | - KOR: 378 570+ - JPN: 183 966+                  |
| 2018                                           | The year of „YES” - Repackage minialbumu Yes or Yes - Wydany: 12 grudnia 2018 - Wytwórnia: JYP Entertainment - Format: CD, digital download               | 2                 | –                 | 3                 | 72                | –                 | –                 | –                 | - KOR: 211 364+                                  |
| 2019                                           | Fancy You - Wydany: 22 kwietnia 2019 - Wytwórnia: JYP Entertainment - Format: CD, digital download                                                        | 2                 | –                 | 1                 | 11                | –                 | –                 | 4                 | - KOR: 413 991+ - JPN: 122 093+                  |
| 2019                                           | Feel Special - Wydany: 23 września 2019 - Wytwórnia: JYP Entertainment - Format: CD, digital download                                                     | 1                 | –                 | 3                 | 13                | –                 | –                 | 6                 | - KOR: 449 528+ - JPN: 107 909+                  |
| 2020                                           | More & More - Wydany: 1 czerwca 2020 - Wytwórnia: JYP Entertainment, Republic - Format: CD, digital download                                              | 1                 | –                 | 1                 | 3                 | –                 | 200               | 2                 | - KOR: 595 610+ - JPN: 120 419+                  |
| 2021                                           | Taste of Love - Wydany: 11 czerwca 2021 - Wytwórnia: JYP Entertainment, Republic - Format: CD, digital download                                           | 2                 | 38                | 2                 | 15                | –                 | 6                 | 1                 | - KOR: 559 093+                                  |
| 2022                                           | Between 1&2 - Wydany: 26 sierpnia 2022 - Wytwórnia: JYP Entertainment, Republic - Format: CD, digital download                                            | 2                 | 40                | 2                 | 10                | –                 | 3                 | 1                 | - KOR: 1 121 912+ - JPN: 59 016+ - USA: 94 000+  |
| 2023                                           | Ready to Be - Wydany: 10 marca 2023 - Wytwórnia: JYP Entertainment, Republic - Format: CD, digital download                                               | 1                 | 11                | 3                 | 15                | 15                | 2                 | 1                 | - KOR: 1 675 890+ - JPN: 59 128+ - USA: 303 000+ |
| 2024                                           | With You-th - Wydany: 23 lutego 2024 - Wytwórnia: JYP Entertainment, Republic - Format: CD, digital download                                              | 2                 | –                 | 4                 | 11                | 15                | 1                 | 1                 | - KOR: 1 240 924+ - JPN: 63 319+ - US: 90 000+   |
| „–” oznacza, że wydawnictwo nie było notowane. | |                   |                   |                   |                   |                   |                   |                   |                                                  |

### Kompilacje
| 2017                                           | #Twice - Wydany: 28 czerwca 2017 - Wytwórnia: Warner Music Japan - Format: CD, digital download   | 2 | - JPN: 313 692+ | RIAJ: Platyna |
| 2019                                           | #Twice2 - Wydany: 6 marca 2019 - Wytwórnia: Warner Music Japan - Format: CD, digital download     | 1 | - JPN: 335 370+ | RIAJ: Platyna |
| 2020                                           | #Twice3 - Wydany: 16 września 2020 - Wytwórnia: Warner Music Japan - Format: CD, digital download | 1 | - JPN: 140 409+ | RIAJ: Złoto   |
| 2022                                           | #Twice4 - Wydany: 16 marca 2022 - Wytwórnia: Warner Music Japan - Format: CD, digital download    | 1 | - JPN: 79 569+  |               |
| „–” oznacza, że wydawnictwo nie było notowane. |                                                                                                   |   |                 |               |

## Single
| Rok                                                       | Tytuł                                           | Najwyższa pozycja | Najwyższa pozycja | Najwyższa pozycja | Najwyższa pozycja | Najwyższa pozycja | Najwyższa pozycja | Najwyższa pozycja | Najwyższa pozycja | Najwyższa pozycja | Sprzedaż                          | Album                            |
| Rok                                                       | Tytuł                                           | KOR               | KOR               | CAN               | JPN               | JAP Hot           | UK                | US                | US World          | WW                | Sprzedaż                          | Album                            |
| Rok                                                       | Tytuł                                           | Circle            | Songs             | CAN               | JPN               | JAP Hot           | UK                | US                | US World          | WW                | Sprzedaż                          | Album                            |
| Koreańskie                                                | Koreańskie                                      | Koreańskie        | Koreańskie        | Koreańskie        | Koreańskie        | Koreańskie        | Koreańskie        | Koreańskie        | Koreańskie        | Koreańskie        | Koreańskie                        | Koreańskie                       |
| --------------------------------------------------------- | ----------------------------------------------- | ----------------- | ----------------- | ----------------- | ----------------- | ----------------- | ----------------- | ----------------- | ----------------- | ----------------- | --------------------------------- | -------------------------------- |
| 2015                                                      | „Like Ooh-Ahh” (Ooh-Ahh하게)                    | 10                | –                 | –                 | –                 | 27                | –                 | –                 | 6                 | –                 | - KOR: 1 880 899+                 | The Story Begins                 |
| 2016                                                      | „Cheer Up”                                      | 1                 | 53                | –                 | –                 | 23                | –                 | –                 | 3                 | –                 | - KOR: 2 737 015+                 | Page Two                         |
| 2016                                                      | „TT”                                            | 1                 | 36                | –                 | –                 | 3                 | –                 | –                 | 2                 | –                 | - KOR: 2 166 778+ - JPN: 100 000+ | Twicecoaster: Lane 1 oraz #Twice |
| 2017                                                      | „Knock Knock”                                   | 1                 | 25                | –                 | –                 | 15                | –                 | –                 | 5                 | –                 | - KOR: 1 627 915+                 | Twicecoaster: Lane 2             |
| 2017                                                      | „Signal”                                        | 1                 | 1                 | –                 | –                 | 4                 | –                 | –                 | 3                 | –                 | - KOR: 1 250 964+                 | Signal oraz #Twice               |
| 2017                                                      | „Likey”                                         | 1                 | 1                 | –                 | –                 | 2                 | –                 | –                 | 1                 | –                 | - KOR: 693 538+                   | Twicetagram                      |
| 2017                                                      | „Heart Shaker”                                  | 1                 | 1                 | –                 | –                 | 4                 | –                 | –                 | 2                 | –                 | - KOR: 376 885+                   | Merry & Happy                    |
| 2018                                                      | „What Is Love?”                                 | 1                 | 1                 | –                 | –                 | 6                 | –                 | –                 | 3                 | –                 | - KOR: 1 590 734+                 | What Is Love?                    |
| 2018                                                      | „Dance the Night Away”                          | 1                 | 1                 | –                 | –                 | 5                 | –                 | –                 | 2                 | –                 | - KOR: 2 500 000+                 | Summer Nights                    |
| 2018                                                      | „Yes or Yes”                                    | 1                 | 2                 | –                 | –                 | 5                 | –                 | –                 | 5                 | –                 | dane niedostępne                  | Yes or Yes                       |
| 2018                                                      | „The Best Thing I Ever Did” (올해 제일 잘한 일) | 27                | 22                | –                 | –                 | 67                | –                 | –                 | 17                | –                 | dane niedostępne                  | The year of „YES”                |
| 2019                                                      | „Fancy”                                         | 3                 | 3                 | –                 | –                 | 4                 | –                 | –                 | 4                 | –                 | dane niedostępne                  | Fancy You                        |
| 2019                                                      | „Feel Special”                                  | 9                 | 1                 | 82                | –                 | 4                 | –                 | –                 | 1                 | –                 | dane niedostępne                  | Feel Special                     |
| 2020                                                      | „More & More”                                   | 4                 | 2                 | –                 | –                 | 3                 | –                 | –                 | 2                 | –                 | dane niedostępne                  | More & More                      |
| 2020                                                      | „I Can’t Stop Me”                               | 8                 | 5                 | –                 | –                 | 5                 | –                 | –                 | 1                 | 31                | dane niedostępne                  | Eyes Wide Open                   |
| 2020                                                      | „Cry for Me”                                    | 164               | –                 | –                 | –                 | 53                | –                 | –                 | 1                 | –                 | dane niedostępne                  |                                  |
| 2021                                                      | „Alcohol-Free”                                  | 6                 | 7                 | –                 | –                 | 19                | –                 | –                 | 3                 | 41                | dane niedostępne                  | Taste of Love                    |
| 2021                                                      | „Scientist”                                     | 32                | 19                | –                 | –                 | 25                | –                 | –                 | 7                 | 52                | dane niedostępne                  | Formula of Love: O+T=<3          |
| 2022                                                      | „Talk That Talk”                                | 20                | 9                 | 65                | –                 | 7                 | –                 | –                 | 4                 | 18                | dane niedostępne                  | Between 1&2                      |
| 2023                                                      | „Set Me Free”                                   | 94                | 19                | 75                | –                 | 16                | –                 | –                 | 2                 | 28                | dane niedostępne                  | Ready to Be                      |
| 2024                                                      | „One Spark”                                     | 126               | –                 | –                 | –                 | 18                | –                 | –                 | 3                 | 93                | dane niedostępne                  | With You-th                      |
| Japońskie                                                 |                                                 |                   |                   |                   |                   |                   |                   |                   |                   |                   |                                   |                                  |
| 2017                                                      | „One More Time”                                 | –                 | –                 | –                 | 1                 | 1                 | –                 | –                 | 8                 | –                 | - JPN: 265 626+                   | BDZ                              |
| 2018                                                      | „Candy Pop”                                     | –                 | –                 | –                 | 1                 | 1                 | –                 | –                 | –                 | –                 | - JPN: 341 170+                   | BDZ                              |
| 2018                                                      | „Wake Me Up”                                    | –                 | –                 | –                 | 1                 | 1                 | –                 | –                 | –                 | –                 | - JPN: 500 000+                   | BDZ                              |
| 2018                                                      | „BDZ”                                           | –                 | –                 | –                 | –                 | 7                 | –                 | –                 | 23                | –                 |                                   | BDZ                              |
| 2019                                                      | „HAPPY HAPPY”                                   | –                 | –                 | –                 | 2                 | 2                 | –                 | –                 | –                 | –                 | - JPN: 355 326+                   | &Twice                           |
| 2019                                                      | „Breakthrough”                                  | –                 | 99                | –                 | 2                 | 1                 | –                 | –                 | 11                | –                 | - JPN: 381 649+                   | &Twice                           |
| 2019                                                      | „Fake & True”                                   | –                 | –                 | –                 |                   | 19                | –                 | –                 | –                 | –                 |                                   | &Twice                           |
| 2020                                                      | „Fanfare”                                       | –                 | –                 | –                 | 1                 | 1                 | –                 | –                 | –                 | –                 | - JPN: 224 767+                   | Perfect World                    |
| 2020                                                      | „Better”                                        | –                 | –                 | –                 | 2                 | 3                 | –                 | –                 | –                 | –                 | - JPN: 108 726+                   | Perfect World                    |
| 2021                                                      | „Kura Kura”                                     | –                 | –                 | –                 | 3                 | 3                 | –                 | –                 | –                 | –                 | - JPN: 87 001+                    | Perfect World                    |
| 2021                                                      | „Perfect World”                                 | –                 | –                 | –                 | –                 | 24                | –                 | –                 | –                 | –                 |                                   | Perfect World                    |
| 2021                                                      | „Doughnut”                                      | –                 | –                 | –                 | 3                 | 6                 | –                 | –                 | –                 | –                 | - JPN: 62 303+                    | Celebrate                        |
| 2022                                                      | „Celebrate”                                     | –                 | –                 | –                 | –                 | 10                | –                 | –                 | –                 | –                 |                                   | Celebrate                        |
| 2023                                                      | „Hare Hare”                                     | –                 | –                 | –                 | 2                 | 3                 | –                 | –                 | –                 | –                 |                                   | Dive                             |
| 2024                                                      | „Dive”                                          | –                 | –                 | –                 | –                 | 91                | –                 | –                 | –                 | –                 |                                   | Dive                             |
| Angielskie                                                |                                                 |                   |                   |                   |                   |                   |                   |                   |                   |                   |                                   |                                  |
| 2021                                                      | „The Feels”                                     | 94                | 56                | 56                | –                 | 3                 | 80                | 83                | –                 | 12                |                                   | –                                |
| 2023                                                      | „Moonlight Sunrise”                             | 152               | –                 | 62                | –                 | 5                 | –                 | 84                | –                 | 22                |                                   | Ready to Be                      |
| 2024                                                      | „I Got You”                                     | –                 | –                 | 96                | –                 | 23                | –                 | –                 | –                 | 38                |                                   | With You-th                      |
| „–” oznacza, że singiel nie był notowany na danej liście. |                                                 |                   |                   |                   |                   |                   |                   |                   |                   |                   |                                   |                                  |

### Single promocyjne
| 2018                                           | „I Want You Back” | 12 |  | BDZ |
| 2018                                           | „Stay by My Side” | 23 |  | BDZ |
| „–” oznacza, że wydawnictwo nie było notowane. |                   |    |  |     |

### Pozostałe utwory notowane
| Rok                                                       | Tytuł                                | Najwyższa pozycja | Najwyższa pozycja | Najwyższa pozycja | Najwyższa pozycja | Album                |
| Rok                                                       | Tytuł                                | KOR               | KOR               | JAP Hot           | US World          | Album                |
| Rok                                                       | Tytuł                                | Circle            | Hot               | JAP Hot           | US World          | Album                |
| --------------------------------------------------------- | ------------------------------------ | ----------------- | ----------------- | ----------------- | ----------------- | -------------------- |
| 2015                                                      | „Do It Again” (다시 해줘)            | 127               | –                 | –                 | –                 | The Story Begins     |
| 2015                                                      | „Going Crazy” (미쳤나봐)             | 164               | –                 | –                 | –                 | The Story Begins     |
| 2015                                                      | „Truth”                              | 207               | –                 | –                 | –                 | The Story Begins     |
| 2015                                                      | „Like a Fool”                        | 243               | –                 | –                 | –                 | The Story Begins     |
| 2015                                                      | „Candy Boy”                          | 286               | –                 | –                 | –                 | The Story Begins     |
| 2016                                                      | „Precious Love” (소중한 사랑)        | 73                | –                 | –                 | –                 | Page Two             |
| 2016                                                      | „Touchdown”                          | 86                | –                 | –                 | –                 | Page Two             |
| 2016                                                      | „Woohoo”                             | 108               | –                 | –                 | –                 | Page Two             |
| 2016                                                      | „Tuk Tok” (툭하면 톡)                | 112               | –                 | –                 | –                 | Page Two             |
| 2016                                                      | „My Headphones On” (Headphone 써)    | 133               | –                 | –                 | –                 | Page Two             |
| 2016                                                      | „1 to 10”                            | 35                | –                 | –                 | –                 | Twicecoaster: Lane 1 |
| 2016                                                      | „One in a Million”                   | 55                | –                 | –                 | –                 | Twicecoaster: Lane 1 |
| 2016                                                      | „Ponytail”                           | 67                | –                 | –                 | –                 | Twicecoaster: Lane 1 |
| 2016                                                      | „Jelly Jelly”                        | 68                | –                 | –                 | –                 | Twicecoaster: Lane 1 |
| 2016                                                      | „Pit-A-Pat”                          | 75                | –                 | –                 | –                 | Twicecoaster: Lane 1 |
| 2016                                                      | „Next Page”                          | 78                | –                 | –                 | –                 | Twicecoaster: Lane 1 |
| 2017                                                      | „Ice Cream” (녹아요)                 | 19                | –                 | –                 | 18                | Twicecoaster: Lane 2 |
| 2017                                                      | „Only You” (Only 너)                 | 56                | –                 | –                 | –                 | Signal               |
| 2017                                                      | „Three Times a Day” (하루에 세번)    | 57                | –                 | –                 | –                 | Signal               |
| 2017                                                      | „Someone Like Me”                    | 78                | –                 | –                 | –                 | Signal               |
| 2017                                                      | „Hold Me Tight”                      | 80                | –                 | –                 | –                 | Signal               |
| 2017                                                      | „Eye Eye Eyes”                       | 82                | –                 | –                 | –                 | Signal               |
| 2017                                                      | „Luv Me”                             | –                 | –                 | 38                | –                 | One More Time MCD    |
| 2017                                                      | „Turtle” (거북이)                    | 26                | –                 | –                 | –                 | Twicetagram          |
| 2017                                                      | „Missing U”                          | 46                | 15                | –                 | –                 | Twicetagram          |
| 2017                                                      | „Wow”                                | 86                | 17                | –                 | –                 | Twicetagram          |
| 2017                                                      | „24/7”                               | 95                | 18                | –                 | –                 | Twicetagram          |
| 2017                                                      | „FFW”                                | 97                | 20                | –                 | –                 | Twicetagram          |
| 2017                                                      | „You in My Heart” (널 내게 담아)     | –                 | 19                | –                 | –                 | Twicetagram          |
| 2017                                                      | „Look at Me” (날 바라바라봐)         | –                 | 21                | –                 | –                 | Twicetagram          |
| 2017                                                      | „Love Line”                          | –                 | 22                | –                 | –                 | Twicetagram          |
| 2017                                                      | „Ding Dong”                          | –                 | 23                | –                 | –                 | Twicetagram          |
| 2017                                                      | „Don’t Give Up” (힘내!)              | –                 | 24                | –                 | –                 | Twicetagram          |
| 2017                                                      | „Jaljayo Good Night” (잘자요 굿나잇) | –                 | 25                | –                 | –                 | Twicetagram          |
| 2017                                                      | „Rollin”                             |                   | 16                | –                 | –                 | Twicetagram          |
| 2017                                                      | „Merry & Happy”                      | 24                | 21                | 54                | 12                | Merry & Happy        |
| 2018                                                      | „Brand New Girl”                     | –                 | –                 | 26                | –                 | BDZ                  |
| 2018                                                      | „Sweet Talker”                       | –                 | 22                | –                 | –                 | What Is Love?        |
| 2018                                                      | „Ho!”                                | –                 | 30                | –                 | –                 | What Is Love?        |
| 2018                                                      | „Chillax”                            | 65                | 12                | –                 | 9                 | Summer Nights        |
| 2018                                                      | „Shot Thru the Heart”                | –                 | –                 | –                 | 12                | Summer Nights        |
| 2018                                                      | „Stuck”                              | –                 | –                 | 59                | –                 | Summer Nights        |
| 2018                                                      | „Be as One”                          | –                 | –                 | 94                | –                 | BDZ                  |
| 2019                                                      | „Rainbow”                            | –                 | 94                | –                 | –                 | Feel Special         |
| 2019                                                      | „Get Loud”                           | –                 | 95                | –                 | –                 | Feel Special         |
| 2019                                                      | „Trick It”                           | –                 | 96                | –                 | –                 | Feel Special         |
| 2019                                                      | „Love Foolish”                       | –                 | 97                | –                 | –                 | Feel Special         |
| 2019                                                      | „21:29”                              | –                 | 98                | –                 | –                 | Feel Special         |
| 2020                                                      | „Swing”                              | –                 | –                 | 42                | –                 | &Twice (Repackage)   |
| 2020                                                      | „Oxygen”                             | –                 | 90                | –                 | –                 | More & More          |
| 2022                                                      | „Queen of Hearts”                    | –                 | –                 | –                 | 13                | Between 1&2          |
| 2022                                                      | „Basics”                             | –                 | –                 | –                 | 15                | Between 1&2          |
| 2023                                                      | „Got the Thrills”                    | –                 | –                 | –                 | 10                | Ready to Be          |
| 2023                                                      | „Blame It on Me”                     | –                 | –                 | –                 | 12                | Ready to Be          |
| 2023                                                      | „Wallflower”                         | –                 | –                 | –                 | 11                | Ready to Be          |
| 2023                                                      | „Crazy Stupid Love”                  | –                 | –                 | –                 | 9                 | Ready to Be          |
| „–” oznacza, że singiel nie był notowany na danej liście. |                                      |                   |                   |                   |                   |                      |